# Salvador Escolá Arimany
Salvador Escolá Arimany (Sarriá, Barcelona, 1854 - Madrid, 1905) fue un pintor español. Tras ser becado por la Academia de Bellas Artes de Barcelona, marchó a Roma para completar su formación. De 1876 a 1879 residió en Uruguay y Brasil, donde expuso sus primeros cuadros y ganó fama de retratista, género al que en adelante consagró la mayor parte de sus obras.
Regresó a la península y se instaló en Barcelona, para desplazarse en 1884 a Zaragoza, donde contrajo matrimonio. Continuó con su trayectoria de retratista y mostró especial interés por los claroscuros y los efectos de luz. La epidemia de cólera de 1885 le obligó a emigrar a Portugal. Se introduce en la corte de Luis I donde logra el éxito y es solicitado para retratar a la familia real (Luis I y Carlos I) y a destacadas personalidades de la vida cultural y política de Portugal.
En 1895 se le encarga desde España el retrato de Práxedes Mateo Sagasta (1827-1903), lo que le acredita como un prestigioso pintor, según testimonios de la época. De regreso a España se establece en Madrid, donde recibe importantes encargos institucionales, entre ellos el retrato de Segismundo Moret (1838-1913), presidente de las Cortes. 
Entre 1896 y 1898 se desplaza esporádicamente a Portugal para cumplir con diversos encargos de la familia real. En España, ya es un consagrado pintor y ha conseguido el reconocimiento profesional. Muere a los 51 años de edad.